# Charles Lewsadder
Charles Lewsadder es un deportista estadounidense que compitió en vela en la clase Star. Ganó dos medallas en el Campeonato Mundial de Star, bronce en 1964 y oro en 1965.

## Palmarés internacional
| Campeonato Mundial | Campeonato Mundial             | Campeonato Mundial | Campeonato Mundial |
| Año                | Lugar                          | Medalla            | Clase              |
| ------------------ | ------------------------------ | ------------------ | ------------------ |
| 1964               | Boston (Estados Unidos)        | Medalla de bronce  | Star               |
| 1965               | Newport Beach (Estados Unidos) | Medalla de oro     | Star               |